# Linux Trace Toolkit
El Linux Trace Toolkit (LTT) es un conjunto de herramientas que está diseñado para registrar los detalles de ejecución del programa desde un núcleo Linux parcheado y luego realizar varios análisis en ellos, utilizando herramientas gráficas y basadas en consola. LTT ha sido reemplazado principalmente por su sucesor LTTng (Linux Trace Toolkit Next Generation). 
LTT le permite al usuario ver información detallada sobre los procesos que se estaban ejecutando durante el período de seguimiento, incluidos cuándo ocurrieron los cambios de contexto, por cuánto tiempo se bloquearon los procesos y cuánto tiempo pasaron los procesos ejecutándose en comparación con cuánto tiempo los procesos fueron bloqueados Los datos se registran en un archivo de texto y se proporcionan varias herramientas gráficas (GTK +) basadas en la consola para interpretar esos datos. 
Para realizar la recopilación de datos, LTT requiere un núcleo Linux parcheado. Los autores de LTT afirman que el impacto de rendimiento para un kernel parcheado en comparación con un kernel regular es mínimo; Según se informa, sus pruebas han demostrado que esto es menos del 2.5% en un sistema de "uso normal" (medido usando lotes de kernel) y menos del 5% en un sistema de E/S intensivo de archivos (medido usando lotes de tar). 

## Uso

### Recopilación de datos de rastreo
La recopilación de datos se inicia por: 
```
 trace 15 foo 
```

Este comando hará que el tracedaemon de LTT realice un seguimiento que dura 15 segundos, escribiendo datos de seguimiento en foo.trace y procesando información desde el sistema de archivos /proc a foo.proc. 
El comando trace es en realidad un script que ejecuta el programa tracedaemon con algunas opciones comunes. Es posible ejecutar tracedaemon directamente y, en ese caso, el usuario puede usar varias opciones de línea de comandos para controlar los datos que se recopilan. Para obtener una lista completa de las opciones admitidas por tracedaemon, consulte la página del manual en línea de tracedaemon.

### Viendo los resultados
Ver los resultados de una traza se puede lograr con: 
```
 traceview foo 
```

Este comando lanzará una instancia de la herramienta gráfica (GTK +) de traceview que leerá de foo.trace y foo.pro. Esta herramienta puede mostrar información de varias formas interesantes, incluyendo gráfico de eventos, análisis de procesos y seguimiento en crudo. El gráfico de eventos es quizás la vista más interesante, ya que muestra la sincronización exacta de eventos como fallas de página, interrupciones y cambios de contexto, de una manera gráfica simple. 
El comando traceview es un contenedor para un programa llamado tracevisualizer. Para obtener una lista completa de las opciones admitidas por tracevisualizer, consulte la página del manual en línea de tracevisualizer. 